# شبه‌جزیره هراکلس
شبه‌جزیره هراکلس (انگلیسی: Heracles Peninsula) یک شبه‌جزیره در استان شبه‌جزیره کریمه کشور اوکراین است.